# Máriakéménd
Máriakéménd (németül: Mariakemend, Kemend; horvátul: Kemed) község Baranya vármegyében, a Bólyi járásban.

## Fekvése
Pécsváradtól délre helyezkedik el.
A szomszédos települések: észak felől Kátoly és Szellő, kelet felől Liptód, délkelet felől Versend és Monyoród, dél felől Szederkény, délnyugat felől Olasz, nyugat felől Hásságy, északnyugat felől pedig Berkesd (települési szomszédai közül csak Kátollyal, Szellővel és Szederkénnyel van közvetlen közúti összeköttetése).

### Megközelítése
A településen végighalad, annak főutcájaként a Szederkénytől Pécsváradig vezető 5608-as út, ez a legfontosabb közúti elérési útvonala. Az ország távolabbi részei felől a 6-os főúton érhető el a legegyszerűbben, pécsváradi letéréssel.

## Története
Máriakéménd (Kéménd, Kémed, Egyházas-, Kis-, Váralja) már a csiszolt kőkorszakban is lakott hely volt, később trák-illír népcsoport, kelták, majd rómaiak is letelepedtek a környéken, az egykor itt áthaladó híres római borostyánút mellett.
A falut 1015-ben már említette a pécsváradi apátság alapítólevele is, mint apátsághoz tartozó birtokot.
1237-ben a Győr nemzetséghez tartozó Óvári Konrád birtokaként említik az oklevelek Minori Kemud néven, Óvári Konrád baranyai uradalmának a központja volt. Ő építette a várat is, még a tatárjárás után.
1273-ban a hatalmaskodó Albert fia Mihály és Óvári Konrád közti vitában - mely a közeli cikádori konvent előtt folyt - említik újból a település nevét, majd újabb hatalmaskodásokat jegyeztek fel az oklevelek: 1285-ben és 1296-ban, mikor Lőrinc fia Kemény, majd Kórogyi Fülpös is lerombolta és kirabolta a települést.
Kéménd várát említette Lodomér esztergomi érsek is 1279-1290 körül, mikor egyik levelében kérte Óvári Konrádot, hogy ide fogadja be és védje az új pécsváradi apátot.
1280-ban a kiskéméndi jobbágyokat is említették, akik Nadicán voltak szőlőbirtokosok, s 1295-ben Kéméndi Sebestyén nevét, aki Konrád mester megbizottja volt.
A 14. század elején a kéméndi várhoz és uradalmához tartozó Hásságy, Tabód, Héder, Olasz, Gyula, Belvárd, Nyomja, Petre, Geréc és Töl településeket a szomszédos szentlászlói monostorral együtt Héder nemzetségbeli Henrik fia János foglalta el, Károly Róbert király azonban visszaadta Konrád fia Jakab árváinak, akik később Kéméndi, Gyulai és Baranyai vezetéknévvel voltak a település birtokosai. 1330-ban a Konrád fia Jakab unokái osztoztak meg birtokaikon.
Kéménd ekkor már 3 részből állt: a várból és az alatta kialakult Váraljából, Kiskéménd és Nagykéménd falukból. Híres hely lehetett, már ekkor vámhely volt, s vásártartási joggal is rendelkezett.
A török hódoltság utáni felszabadító harcok alatt a település elnéptelenedett, sokáig néptelenül állt, majd horvátok telepedtek le itt, az ekkor a pécsváradi apátsághoz tartozó birtokra.
1725-ben Fuldából származó német telepesek érkeztek a lerombolt faluba, ahol ekkor csak a középkori templom romjai látszottak. A telepesek keze nyomán épült ujjá a falu, s virágzó szőlőkultúrát alakítottak ki, s megkezdődött a pincesorok kiépítése is.

## Jelene
2001-ben már csak a lakosság 9%-a vallotta magát németnek.
2010-ben a Baranya Megyei Természetbarát Szövetség a Baranyai-dombságban új turistautakat alakított ki. Ennek kapcsán a terület turistaközpontja Máriakéménd lett, ahol egy 5,5 km-es körtúra indul a Nagy pincesoron át a Kegytemplomhoz. Kisebb leágazások vezetnek még a Vályús-forráshoz, Török-vár romjaihoz, Héhwald-kereszthez (volt Szent-kút). Máriakéménd, autóbusz-megállótól indul Feked felé a Baranyai zöldtúra, melynek teljes hossza 42 km.

## Közélete

### Polgármesterei
- 1990–1994: Németh László (független)[6]
- 1994–1998: Rott Ferenc (független)[7]
- 1998–2002: Rott Ferenc (független)[8]
- 2002–2006: Rott Ferenc József (független)[9]
- 2006–2010: Rott Ferenc József (független)[10]
- 2010–2014: Fauszt József (független)[11]
- 2014–2019: Jeszán Csabáné (független)[12]
- 2019–2022: Görög Róbert (független)[13]
- 2022–2024: Fábiánné Mester Rita (független)[14]
- 2024– : Jakab Márta (független)[1]

A településen 2022. július 24-én időközi polgármester-választást kellett tartani, mert a korábbi polgármester május 2-án lemondott tisztségéről.

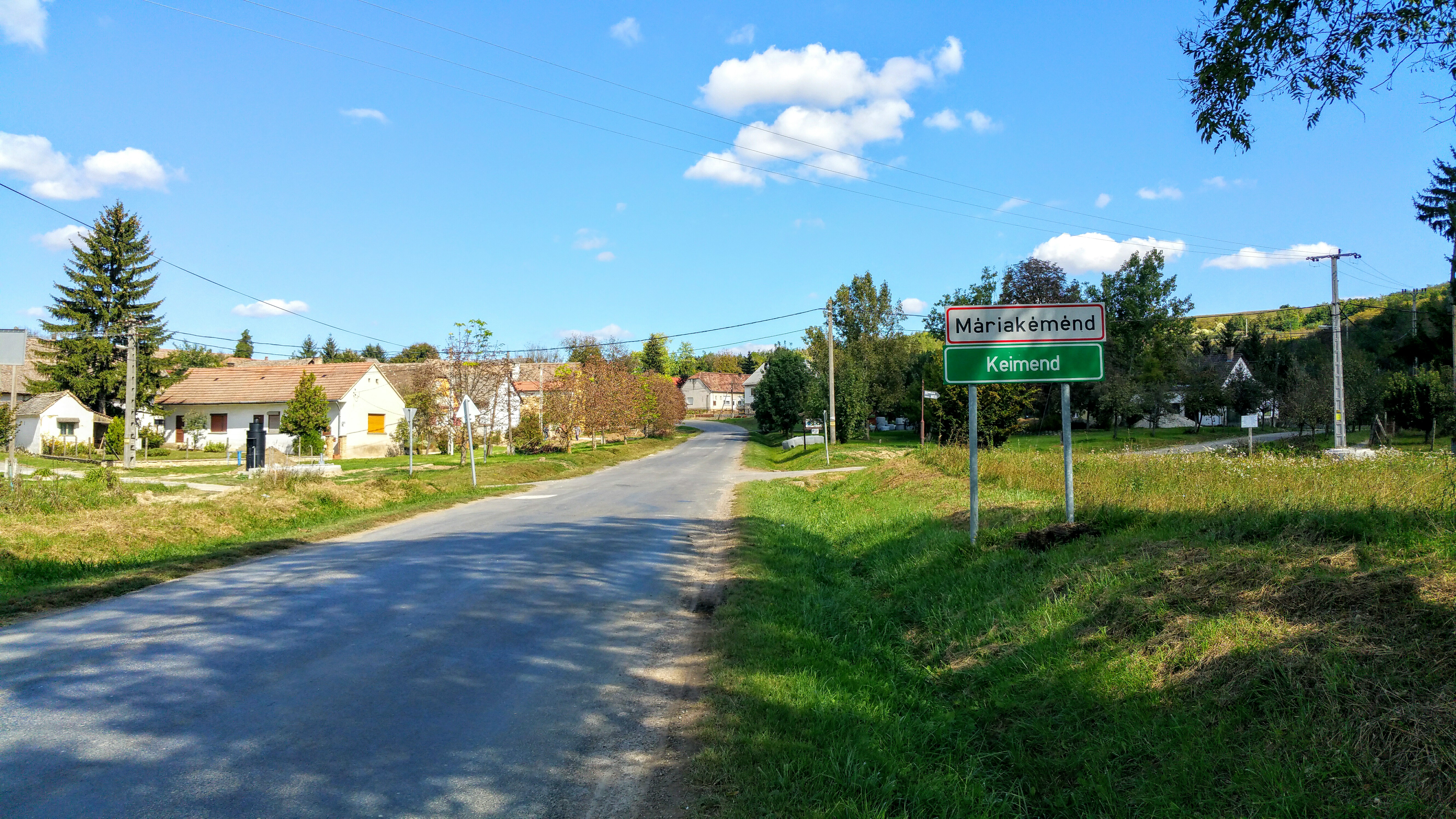
déli faluvég

## Népesség
A település népességének változása:
| Lakosok száma | 494  | 506  | 497  | 514  | 525  | 514  | 542  | 545  |
|               | 2013 | 2014 | 2015 | 2019 | 2021 | 2022 | 2023 | 2024 |

A 2011-es népszámlálás során a lakosok 95%-a magyarnak, 7% cigánynak, 0,6% horvátnak, 15,9% németnek mondta magát (4,8% nem nyilatkozott; a kettős identitások miatt a végösszeg nagyobb lehet 100%-nál). A vallási megoszlás a következő volt: római katolikus 60,7%, református 5,4%, evangélikus 3,3%, görögkatolikus 0,4%, felekezeten kívüli 17,8% (12% nem nyilatkozott).
2022-ben a lakosság 85,8%-a vallotta magát magyarnak, 18,3% németnek, 4,7% cigánynak, 0,4% horvátnak, 0,2% görögnek, 2,9% egyéb, nem hazai nemzetiségűnek (14,2% nem nyilatkozott; a kettős identitások miatt a végösszeg nagyobb lehet 100%-nál). Vallásuk szerint 40,3% volt római katolikus, 2,3% református, 1,8% evangélikus, 0,2% görög katolikus, 1,2% egyéb keresztény, 0,6% egyéb katolikus, 14,2% felekezeten kívüli (39,5% nem válaszolt).

## Nevezetességei

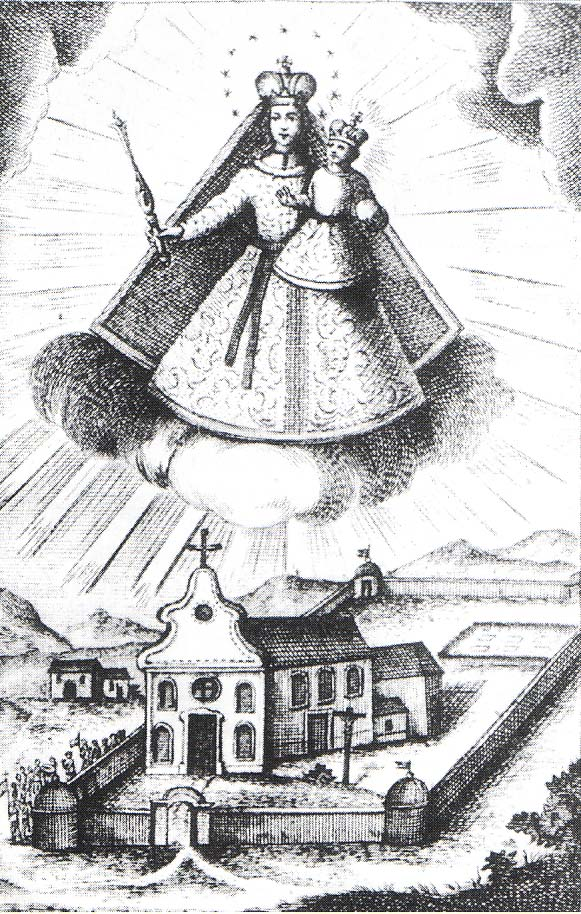
A máriakéméndi kegyszobor és kegytemplom Binder János Fülöp rézmetszetén, 1774

- Szent Márton templom - 1797-ben épült, copf stílusban.
- Nagyboldogasszony tiszteletére szentelt kegytemplom - A 15. században épült, majd 1746 és 1761 között átépítették, barokk stílusban.

- Híres búcsújáró Mária kegyhely. A búcsújáró hely kialakulása egy csodás jelenéshez kötődik. 1740 áprilisában a Szent Miklós templom romjai között néhány helybeli kislány füvet gyűjtött, amikor egy mélyedésben a kis Jézust karján tartó Szűzanya fényben tündöklő szobrát pillantották meg. A szobrot nem tudták kiemelni a földből, eltűnt. A jelenés hírére hamarosan közelről és távolról jöttek zarándokok. Ezért a falu bírója a búcsúsok követelésére a romos Szent Miklós templom szentélyét szalmával befedette, hogy ott misézni lehessen. Kéménd ekkor még az esztergomi érsekséghez tartozott, ezért 1754-ben az ügyet kivizsgáló püspöki visitator, gróf Esterházy Károly is Esztergomból jött. Búcsújárás honlapja
- Nagy pincesor (A környék leghosszabb pincesora fehérboráról híres. Kitűnő panoráma élvezhető innen a Keleti-Mecsek vonulataira.)
- Török-vár (A Vár-hegyen egy 13. századi kővár maradványai láthatók. A romok alatt van a Remete-lyuk, melynek barlangszerű mesterséges képződménye 10 m hosszan látogatható. A vár romjai megközelíthetők a KL jelzésen.)
- Vályús-forrás (Kiépített iható forrás a volt vadászház közelében. Megközelíthető a kék rom jelzésű turistaúton.)
- Lankás-forrás (A halastótól keletre az erdőben található, a zöld kör jelzésen. Csak időszakosan van vízkifolyása.)
- Templom-forrás (A kegytemplomtól északi irányban 300 m-re található a műút alatt. A kék kör jelzés vezet ide. A környék legbővizűbb forrása, melyet a Mecsek Egyesület épített 2012-ben. Jó minőségű ivóvizet ad.)